# 蔡文徳
蔡 文徳（チェ・ムンドク、朝鮮語: 채문덕/蔡文德、1943年 - 2000年）は、朝鮮民主主義人民共和国の軍人、政治家。第10期最高人民会議代議員。
朝鮮労働党組織指導部の副部長、朝鮮民主主義人民共和国社会安全省の政治局長。

## 経歴
出身地やこれまでの経歴は不明。軍での位は上将。1983年より社会安全部副部長、平壌市安全局長、社会安全部政治局長、最高人民会議資格審査委員会委員などを務めた。
1996年、金正日の意を受けた張成沢の配下として、大規模粛清事件として知られる深化組事件の実行者となった。蔡は、張成沢の政敵であった文聖述（ムン・ソンスル）党組織指導部第一部長、中央党本部党書記をなぶり殺しにした。文聖述は下剤を飲まされた上で3日間、一滴の水も与えられない拷問を受け、その結果、留置場の壁に頭を打ち付けて自殺したといわれる。
しかし、蔡は組織指導部の反撃に遭い、2000年に処刑された。上層部は「深化組」を解体する方針を決め、責任を免れた張成沢が蔡文徳や李哲ら14人を逮捕し、「反革命的野心家」として銃殺刑とすることで幕引きを図ったのである。